# Рейхардт, Иоганн Фридрих
Иога́нн Фри́дрих Ре́йхардт (нем. Johann Friedrich Reichardt; 25 ноября 1752, Кёнигсберг — 27 июня 1814, Гибихенштайн, ныне Галле) — немецкий композитор, публицист, музыкальный критик. Сам Иоганн Фридрих, утверждал, что он в первую очередь, – «вокальный и инструментальный композитор, теоретический, исторический и критический писатель, скрипач и клавирист». 

## Биография
Родился в Кёнигсберге 25 ноября 1752 года. Его отец, Иоганн Рейхардт (ок. 1720—1780), сын садовника, стал кёнигсбергским городским музыкантом, играл на многих инструментах и особенную известность приобрёл как виртуоз на лютне, ученик Тимофея Белоградского.
Иоганн Фридрих с детства учился игре на разных инструментах у своего отца, в 1764 году также брал уроки у Ф. А. Фейхтнера, которому в 1772 году посвятил свой скрипичный концерт. Несмотря на это, первоначально он изучал философию и право в Кёнигсберге, а в 1769—1771 годах — в Лейпцигском университете. Затем, с образовательной целью в 1771—1774 годах путешествовал по Германии; результат своих наблюдений изложил в путевых письмах: «Письма внимательного путешественника касательно музыки» (1774, 1776), «Письма о музыке в Берлине» (1775).
Некоторое время концертировал как исполнитель, затем служил чиновником в Рагните, но послал свою оперу королю Фридриху II и был приглашён на место придворного капельмейстера в Берлине, освободившееся после смерти Иоганна Фридриха Агриколы. Занимая этот пост почти 20 лет, совмещал его с многочисленными поездками в Австрию, Италию и Францию, где близко общался с ведущими культурными деятелями эпохи, однако после смерти Фридриха II стал пользоваться при дворе репутацией неблагонадёжного. В 1792 году он опубликовал под псевдонимом книгу «Доверительные письма» (нем. Vertrauten Briefe, в 2 томах), в которой, среди прочего, с симпатией отзывался о французской революции. Авторство раскрылось, и в 1794 году Рейхардт был уволен с придворной службы. Жил в Швеции и Дании, в 1796 году получил место инспектора соляных промыслов в Гибихенштайне близ Галле.
На рубеже веков некоторое время жил во Франции, опубликовал книгу «Наполеон Бонапарт и французский народ» (нем. Napoleon Bonaparte und das französische Volk; 1802), но в конце концов разочаровался в Наполеоне, уехал в Данциг и там выступал против него. Тем не менее, Жером Бонапарт, под угрозой конфискации имущества, вынудил Рейхардта в 1807—1808 годах занять пост капельмейстера в Касселе, откуда он бежал в Вену, о чём написал в книге «Доверительные письма, написанные во время путешествия в Вену, и австрийское государство в конце 1808 и начале 1809 гг.» (1810). 
Рейхардт считается основателем нового рода музыкальных сочинений — лидершпиль, то есть водевиля с музыкой. Первым опытом его в этом роде было Liebe und Treue. Писал оперы, в которых старался подражать Хассе и Глюку, песни на слова Гёте (баллада «Лесной царь»), сонеты и пр. Но во главе списка его произведений по праву стоят песни (количеством более полутора тысяч, из которых 144 написаны на тексты Гёте) и музыка для театра (свыше двадцати зингшпилей и опер, 3 мелодрамы, 3 лидершпиля, 3 балета, музыка к драматическим спектаклям). Автором либретто четырёх его зингшпилей (Claudine von Villa Bella, Lila Singspiel, Erwin und Elmire, Jery und Bätely) был Гёте. Он написал музыку к драме «Макбет» Шекспира в обработке Готтфрида Августа Бюргера.
Среди других работ Рейхардта – роман «Жизнь известного музыканта Генриха Вильгельма Гульдена, впоследствии прозванного Гульельмо Энрико Фиорино», биография Г. Ф. Генделя, комедия в пяти актах «Граф Рейна, или Маленькая немецкая придворная жизнь», автобиография, а также многочисленные статьи, рецензии, анекдотические истории для различных газет и журналов. Также он издавал периодику как музыкального («Музыкально-художественный журнал», «Музыкальный еженедельник», «Музыкальный ежемесячник», «Берлинская музыкальная газета»), так и политического направления (журналы «Франция» и «Германия»).
Он был также коллекционером рукописей и редких изданий нот и книг (его библиотека насчитывала свыше 3000 томов) и часто снабжал нотами сочинений итальянских композиторов руководителя Берлинской Певческой академии К. Ф. Х. Фаша, с которым поддерживал тёплые, дружеские отношения.
Умер 27 июня 1814 года в Гибихенштайне, ныне Галле.

## Комментарии
1. ↑  Знакомство Рейхардта с творчеством Гёте состоялось в 1772 году благодаря музе и подруге поэта Каролине Шрётер, вдохновившей Иоганна Фридриха на создание первых песен на его стихи. Дважды  Рейхардт пробовал встретиться с Гёте в Веймаре (1780, 1783), но эти попытки не увенчались успехом. В 1787 году в письме к Гёте, он просил разрешить ему сочинить музыку к зингшпилям «Эрвин и Эльмира» и «Клаудина де Вилла Белла», на что незамедлительно получил положительный ответ. Их первая встреча состоялась только 23 апреля 1789 года в Веймаре в доме поэта, где композитор гостил до 5 мая. Здесь же, в доме поэта, в двух концертах, состоявшихся 29 апреля и 4 мая, прозвучали первые фрагменты зингшпиля Клаудина де Вилла Белла»; Гёте был очень доволен. Премьера этого зингшпиля состоялась 20 июля 1789 года в присутствии двора в Шарлоттенбурге, 29 июля спектакль был повторен, после чего сыгран 3 августа в Берлинском национальном театре. Успешная постановка первого совместно созданного Рейхардтом и Гёте произведения повлекла за собой их новые театральные работы. За три года, начиная с 1789 года, Рейхардт написал музыку к шести спектаклям на тексты Гёте («Ифигения», «Гёц фон Берлихинген», «Фауст», «Торквато Тассо», «Клавиго», «Эгмонт») и четыре зингшпиля.